# Eleição municipal de Itacoatiara em 2016
A eleição municipal da cidade brasileira de Itacoatiara em 2016 ocorreu no dia 02 de outubro de 2016, como parte do conjunto de eleições municipais no Brasil que ocorreram no mesmo ano. Na ocasião, foram eleitos um prefeito, vice-prefeito e 15 vereadores para a Câmara Municipal da cidade.
A campanha eleitoral contou com a participação de 4 candidatos a prefeito. O prefeito em exercício, Mamoud Amed, do PSD, concorreu a reeleição. O primeiro turno foi realizado em 02 de outubro de 2016. Peixoto, candidato pelo PT, foi eleito com 22.284 votos (43,87% dos votos válidos), seguido de Mamoud Amed Filho, do PSD, que obteve 18.560 votos (36,54%).
Na Câmara dos Vereadores, 229 candidatos concorreram ao pleito e 15 foram eleitos. Dentre os vereadores eleitos, 7 foram reeleitos. O PSD foi o partido que conquistou o maior número de assentos, com 3 eleitos. Marcos Irmão Do Dr.Marcondes foi o candidato mais votado, recebendo 2.130 votos (4,42% dos votos validos).  Os candidatos eleitos tomaram posse em 1 de janeiro de 2017 para exercerem um mandato de quatro anos.

## Candidaturas para a prefeitura
| Nº      | Prefeito(a)  | Prefeito(a)                                    | Prefeito(a)       | Vice-prefeito(a) | Vice-prefeito(a) | Vice-prefeito(a)                                   | Vice-prefeito(a)  | Coligação Partido(s)                                                             |
| Nº      | Candidato(a) | Candidato(a)                                   | Partido Federação | Candidato(a)     | Candidato(a)     | Candidato(a)                                       | Partido Federação | Coligação Partido(s)                                                             |
| ------- | ------------ | ---------------------------------------------- | ----------------- | ---------------- | ---------------- | -------------------------------------------------- | ----------------- | -------------------------------------------------------------------------------- |
| 13      |              | Antônio Peixoto Antonio Peixoto De Oliveira    | PT                |                  |                  | Dr. Gustavo Luís Gustavo Frank Braz                | PMDB              | Trabalho, Liberdade e Esperança PT PMDB PCdoB PDT PTB PSDC PMN PTdoB PTN PPS PRP |
| 40      |              | Mário Abrahim Mario Jorge Bouez Abrahim        | PSB               |                  |                  | Rychardson Franco Francisco Rychardson Gama Franco | PSL               | Renovação e Coragem PSB PSOL PSL                                                 |
| 55      |              | Mamoud Amed Filho                              | PSD               |                  |                  | Donmarques Donmarques Anveres De Mendonça          | PSDB              | Trabalho, Juventude e Competência PRB PP PR PHS PV PSDB PPL PSD SD PSC PTC       |
| 90      |              | Nelson Azedo Nelson Raimundo De Oliveira Azedo | PROS              |                  |                  | Daniel da Pap Daniel Macedo Lima                   | DEM               | Oportunidade Para Mudar PROS DEM PATRIOTA PMB                                    |
| Fontes: |              |                                                |                   |                  |                  |                                                    |                   |                                                                                  |

## Candidatos à vereança
| Coligação                                           | Partido | Partido | Candidaturas |
| --------------------------------------------------- | ------- | ------- | ------------ |
| Trabalho, Juventude e Competência 2 (30 candidatos) |         | PP      | 17           |
| Trabalho, Juventude e Competência 2 (30 candidatos) |         | PTC     | 6            |
| Trabalho, Juventude e Competência 2 (30 candidatos) |         | PHS     | 4            |
| Trabalho, Juventude e Competência 2 (30 candidatos) |         | PSDB    | 3            |
| Juntos Para Avançar (29 candidatos)                 |         | PV      | 19           |
| Juntos Para Avançar (29 candidatos)                 |         | PR      | 5            |
| Juntos Para Avançar (29 candidatos)                 |         | SD      | 5            |
| Trabalho, Liberdade e Esperança 3 (29 candidatos)   |         | PPS     | 12           |
| Trabalho, Liberdade e Esperança 3 (29 candidatos)   |         | PTN     | 10           |
| Trabalho, Liberdade e Esperança 3 (29 candidatos)   |         | PRP     | 7            |
| Trabalho, Liberdade e Esperança 2 (27 candidatos)   |         | PCdoB   | 12           |
| Trabalho, Liberdade e Esperança 2 (27 candidatos)   |         | PMDB    | 11           |
| Trabalho, Liberdade e Esperança 2 (27 candidatos)   |         | PDT     | 3            |
| Trabalho, Liberdade e Esperança 2 (27 candidatos)   |         | PTB     | 1            |
| Renovação e Coragem (26 candidatos)                 |         | PSOL    | 12           |
| Renovação e Coragem (26 candidatos)                 |         | PSB     | 11           |
| Renovação e Coragem (26 candidatos)                 |         | PSL     | 3            |
| Trabalho, Liberdade e Esperança 1 (21 candidatos)   |         | PT      | 19           |
| Trabalho, Liberdade e Esperança 1 (21 candidatos)   |         | PMN     | 2            |
| Oportunidade Para Mudar 1 (17 candidatos)           |         | PROS    | 14           |
| Oportunidade Para Mudar 1 (17 candidatos)           |         | PEN     | 3            |
| Trabalho, Juventude e Competência 1 (16 candidatos) |         | PSD     | 11           |
| Trabalho, Juventude e Competência 1 (16 candidatos) |         | PPL     | 3            |
| Trabalho, Juventude e Competência 1 (16 candidatos) |         | PRB     | 2            |
| Oportunidade Para Mudar 2 (14 candidatos)           |         | DEM     | 10           |
| Oportunidade Para Mudar 2 (14 candidatos)           |         | PMB     | 4            |
|                                                     | PSC     | 20      |              |
| Fontes:                                             |         |         |              |

## Resultados da eleição

### Prefeito
| Candidato(a) a prefeito  | Candidato(a) a prefeito  | Candidato(a) a vice-prefeito | Primeiro turno 02 de outubro de 2016 | Primeiro turno 02 de outubro de 2016 |
| Candidato(a) a prefeito  | Candidato(a) a prefeito  | Candidato(a) a vice-prefeito | Total                                | Percentagem                          |
| ------------------------ | ------------------------ | ---------------------------- | ------------------------------------ | ------------------------------------ |
|                          | Peixoto (PT)             | Dr. Gustavo (PMDB)           | 22.284                               | 43,87%                               |
|                          | Mamoud Amed Filho (PSD)  | Donmarques (PSDB)            | 18.560                               | 36,54%                               |
|                          | Nelson Azedo (PROS)      | Daniel Da Pap (DEM)          | 5.788                                | 11,39%                               |
|                          | Mário Abrahim (PSB)      | Rychardson Franco (PSL)      | 4.167                                | 8,2%                                 |
| Total de votos válidos   | Total de votos válidos   | Total de votos válidos       | 50.799                               | 50.799                               |
| Votos apurados           |                          |                              |                                      |                                      |
| Votos válidos            | Votos válidos            | Votos válidos                | 50.799                               | 96,25%                               |
| Votos em branco          | Votos em branco          | Votos em branco              | 416                                  | 0,79%                                |
| Votos nulos              | Votos nulos              | Votos nulos                  | 1.564                                | 2,96%                                |
| Total de votos apurados  | Total de votos apurados  | Total de votos apurados      | 52.779                               | 52.779                               |
| Eleitores                |                          |                              |                                      |                                      |
| Comparecimentos          | Comparecimentos          | Comparecimentos              | 52.779                               | 84,66%                               |
| Abstenções               | Abstenções               | Abstenções                   | 9.564                                | 15,34%                               |
| Total de eleitores aptos | Total de eleitores aptos | Total de eleitores aptos     | 62.343                               | 62.343                               |
| Total de seções: 206     |                          |                              |                                      |                                      |
| Fontes:                  |                          |                              |                                      |                                      |

### Composição da Câmara Municipal
|                          |                          |                 |                 |          |         |
| Nº                       | Partido                  | Votos populares | Votos populares | Assentos | ±       |
| Nº                       | Partido                  | Votos           | %               | Assentos | ±       |
| 55                       | PSD                      | 5.329           | 10,41%          | 3        | 1       |
| 13                       | PT                       | 6.239           | 12,19%          | 2        | 1       |
| 11                       | PP                       | 3.403           | 6,65%           | 2        | 1       |
| 22                       | PR                       | 2.672           | 5,22%           | 2        | Estável |
| 20                       | PSC                      | 4.682           | 9,15%           | 1        | 1       |
| 90                       | PROS                     | 4.201           | 8,21%           | 1        | 1       |
| 65                       | PCdoB                    | 2.655           | 5,19%           | 1        | Estável |
| 19                       | PTN                      | 2.298           | 4,49%           | 1        | 1       |
| 31                       | PHS                      | 1.633           | 3,19%           | 1        | 1       |
| 12                       | PDT                      | 972             | 1,9%            | 1        | Estável |
| 43                       | PV                       | 2.894           | 5,65%           | 0        | -       |
| 54                       | PPL                      | 2.368           | 4,63%           | 0        | -       |
| 40                       | PSB                      | 1.630           | 3,18%           | 0        | -       |
| 36                       | PTC                      | 1.560           | 3,05%           | 0        | -       |
| 50                       | PSOL                     | 1.371           | 2,68%           | 0        | -       |
| 44                       | PRP                      | 1.309           | 2,56%           | 0        | -       |
| 23                       | PPS                      | 1.097           | 2,14%           | 0        | 1       |
| 15                       | PMDB                     | 1.020           | 1,99%           | 0        | -       |
| 45                       | PSDB                     | 889             | 1,74%           | 0        | 1       |
| 77                       | SD                       | 729             | 1,42%           | 0        | -       |
| 10                       | PRB                      | 646             | 1,26%           | 0        | 2       |
| 25                       | DEM                      | 576             | 1,13%           | 0        | 1       |
| 51                       | PEN                      | 334             | 0,65%           | 0        | -       |
| 14                       | PTB                      | 277             | 0,54%           | 0        | -       |
| 33                       | PMN                      | 215             | 0,42%           | 0        | -       |
| 35                       | PMB                      | 111             | 0,22%           | 0        | -       |
| 17                       | PSL                      | 73              | 0,14%           | 0        | -       |
| 27                       | PSDC                     | 9               | 0,02%           | 0        | -       |
| 70                       | PTdoB                    | 4               | 0,01%           | 0        | -       |
| Total de votos válidos   | Total de votos válidos   | 51.196          | 51.196          | 15       | 15      |
| Votos apurados           |                          |                 |                 | 15       | 15      |
| Total de votos válidos   | Total de votos válidos   | 51.196          | 97%             | 15       | 15      |
| Votos em branco          | Votos em branco          | 587             | 1,11%           | 15       | 15      |
| Votos nulos              | Votos nulos              | 996             | 1,89%           | 15       | 15      |
| Total de votos apurados  | Total de votos apurados  | 52.779          | 52.779          | 15       | 15      |
| Eleitores                |                          |                 |                 | 15       | 15      |
| Comparecimentos          | Comparecimentos          | 52.779          | 84,66%          | 15       | 15      |
| Abstenções               | Abstenções               | 9.564           | 15,34%          | 15       | 15      |
| Total de eleitores aptos | Total de eleitores aptos | 62.343          | 62.343          | 15       | 15      |
| Fontes:                  |                          |                 |                 |          |         |

### Vereadores eleitos
| Candidato(a) | Candidato(a)                 | Partido | Votos | Votos       | Cidade de origem | Unidade federativa/País |
| Candidato(a) | Candidato(a)                 | Partido | Total | Percentagem | Cidade de origem | Unidade federativa/País |
| ------------ | ---------------------------- | ------- | ----- | ----------- | ---------------- | ----------------------- |
|              | Marcos Irmão Do Dr.Marcondes | PROS    | 2.130 | 4,42%       | Itacoatiara      | Amazonas                |
|              | Neguinho Da Z-13             | PSD     | 1.694 | 3,51%       | Itacoatiara      | Amazonas                |
|              | A. I. Netto                  | PSD     | 1.477 | 3,06%       | Manaus           | Amazonas                |
|              | Ney Nobre                    | PSD     | 1.314 | 2,72%       | Itacoatiara      | Amazonas                |
|              | Gutemberg Brito              | PP      | 1.106 | 2,29%       | Itacoatiara      | Amazonas                |
|              | Alcimar Filho                | PSC     | 944   | 1,96%       | Manaus           | Amazonas                |
|              | Dário Nunes                  | PTN     | 937   | 1,94%       | Tianguá          | Ceará                   |
|              | Richardson Do Mutirão        | PR      | 924   | 1,92%       | Itacoatiara      | Amazonas                |
|              | Bosco Rodrigues              | PP      | 917   | 1,9%        | Itacoatiara      | Amazonas                |
|              | Arialdo                      | PHS     | 869   | 1,8%        | Itacoatiara      | Amazonas                |
|              | Rosquilde                    | PT      | 857   | 1,78%       | Itacoatiara      | Amazonas                |
|              | Bernardo Santiago            | PR      | 822   | 1,7%        | Itacoatiara      | Amazonas                |
|              | Joanilson Mendes             | PCdoB   | 806   | 1,67%       | Itacoatiara      | Amazonas                |
|              | Gil Liborio                  | PDT     | 666   | 1,38%       | Itacoatiara      | Amazonas                |
|              | Cheila Moreira               | PT      | 616   | 1,28%       | Itacoatiara      | Amazonas                |
| Fontes:      |                              |         |       |             |                  |                         |